# Banco de Montreal

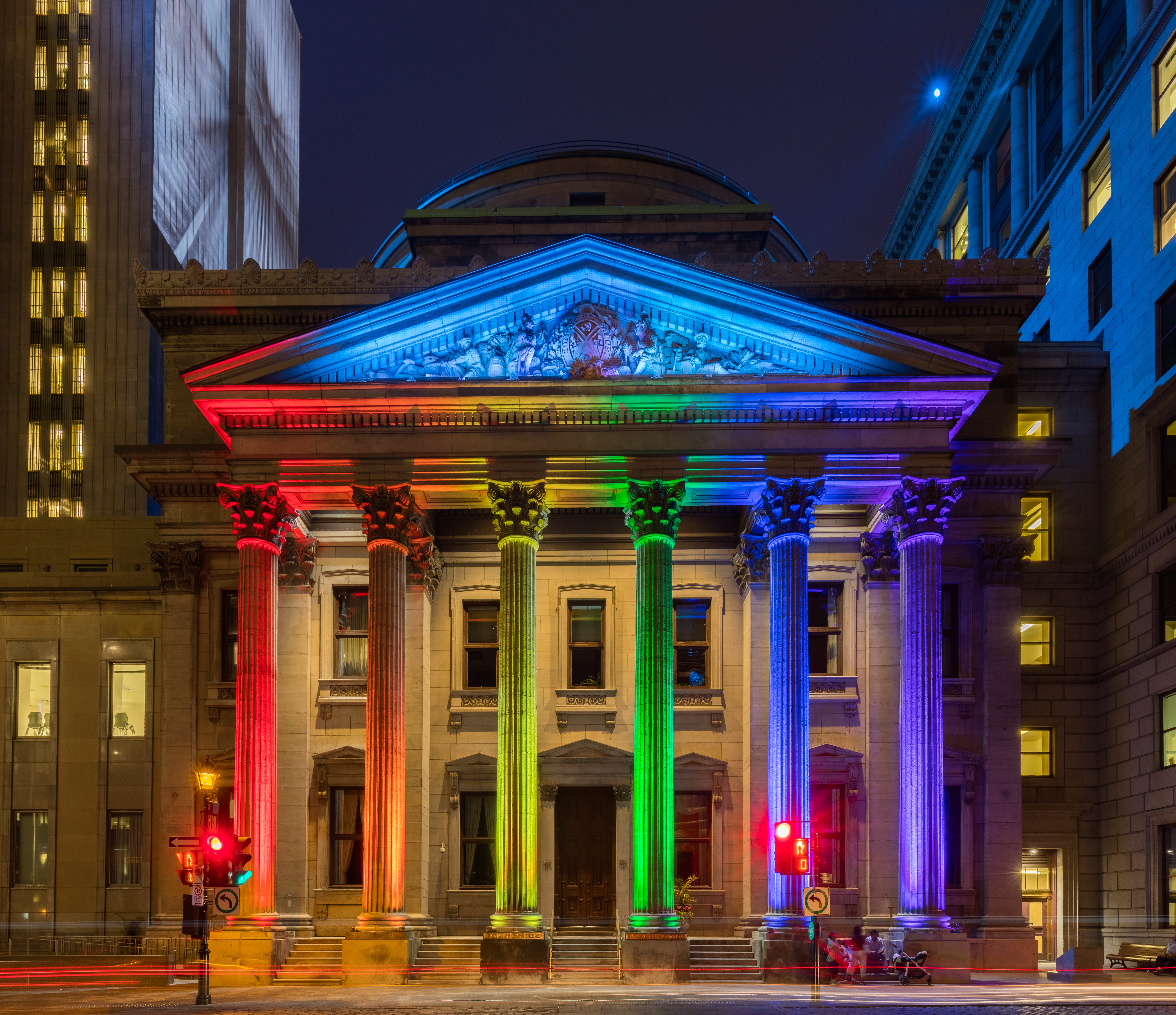
Vista nocturna de la sede social del Banco de Montreal.

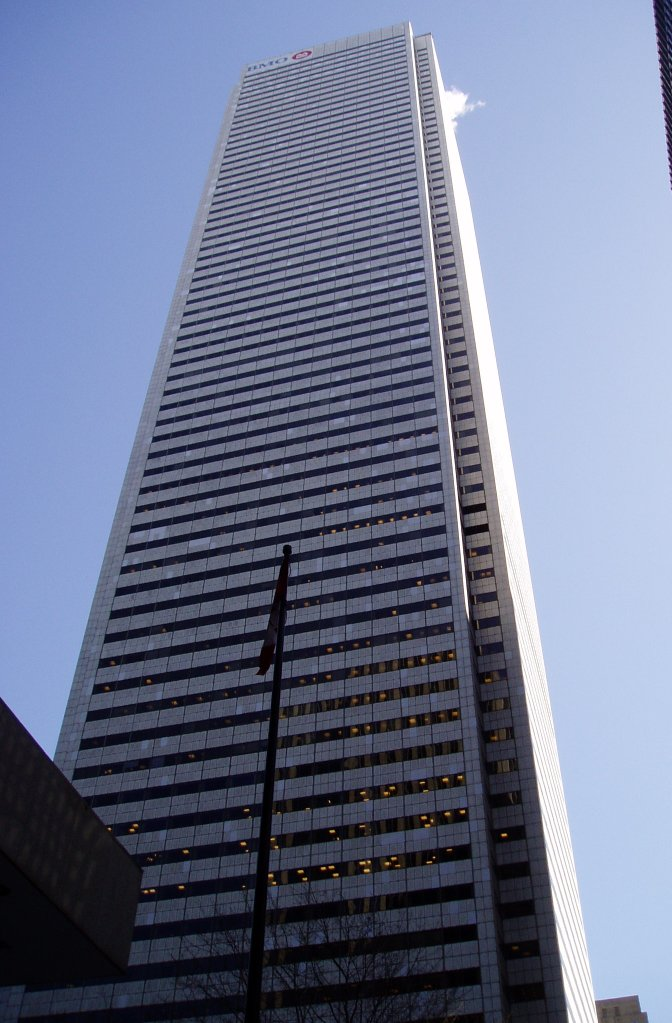
First Canadian Place, en Toronto.

El Banco de Montreal es una institución financiera que fue fundada en 1817, lo que lo hace el banco canadiense más antiguo. El nombre actual del Banco es en inglés, BMO Bank of Montreal y, en francés, BMO Banque de Montréal.

## Historia
La primera sucursal abrió sus puertas el 3 de noviembre de 1817 en la calle Saint-Paul, en Montreal. Sirvió de banco central del Canadá hasta la fundación del Bank of Canada en 1935. Participó en la financiación del Ferrocarril transcontinental canadiense en los años 1880.
El banco tiene 900 sucursales repartidas por todo Canadá.

### Fusiones
- Commercial Bank of Canada (1868)
- Exchange Bank of Yarmouth (1903)
- People's Bank of Halifax (1905)
- People's Bank of New Brunswick (1907)
- Bank of British North America (1918)
- Merchants Bank of Canada (1922)
- Molson Bank (1925)

## Sede social
Aunque la sede social sigue estando aún en la calle Saint-Jacques de Montreal, la mayoría de las actividades de dirección del banco están, desde 1977, asentadas en Toronto, en el edificio First Canadian Place. Las razones citadas parecen apuntar al nacionalismo quebequés.